# クリミア・プレミアリーグ
クリミア・プレミアリーグ（ロシア語: Чемпионат Премьер-лиги КФС）は、クリミアのサッカーリーグにおけるトップディビジョンである。

## 歴史
2014年に起きたロシアによるクリミアの併合後、ロシアはウクライナの許可を得ずに2013-14シーズンのウクライナ・プレミアリーグに所属していたセヴァストポリ、タフリヤ・シンフェロポリにジェムチュジナ・ヤルタを加えた3チームを2014-15シーズンのロシア・セカンドディビジョンに参加させたが、欧州サッカー連盟（UEFA）によってクリミアのクラブはロシアリーグ参加を禁止された。
2015年3月、UEFAはクリミアをロシアでもウクライナでもない特別地域として扱い、独自のサッカーシステム構築を支援すると発表した。同年、クリミア・プレミアリーグが創立され、プレミアリーグ最初の試合はSKChFセヴァストポリとTSKタフリヤが対戦し、2-2で引き分けた。初年度の2015-16シーズンは8クラブで争われ、TSKタフリヤが初代優勝クラブに輝いた。

## 結果
| 年度    | 優勝           |
| ------- | -------------- |
| 2015-16 | TSKタフリヤ    |
| 2016-17 | セヴァストポリ |

## 統計

### クラブ別優勝回数
| クラブ名       | 回数 | 優勝年度 |
| -------------- | ---- | -------- |
| TSKタフリヤ    | 1    | 2015-16  |
| セヴァストポリ | 1    | 2016-17  |